# Virginia Slims of California 1985
Il Virginia Slims of California 1985 è stato un torneo di tennis giocato sul sintetico indoor. È stata la 15ª edizione del torneo, che fa parte del Virginia Slims World Championship Series 1985. Si è giocato a Oakland negli Stati Uniti, dal 18 al 25 febbraio 1985.

## Campionesse

### Singolare
Hana Mandlíková ha battuto in finale  Chris Evert con il punteggio di 6–2, 6–4

### Doppio
Hana Mandlíková /  Wendy Turnbull hanno battuto in finale  Rosalyn Fairbank /  Candy Reynolds con il punteggio di 4–6, 7–5 6–1